# Endless Wire
Endless Wire — музичний альбом гурту The Who. Виданий 30 жовтня 2006 року лейблом Polydor Records. Загальна тривалість композицій становить 52:35. Альбом відносять до напрямку рок.
Альбом відразу після виходу зайняв 7 позицію в чарті журналу Billboard. Його фрагменти включені в програму виступів гастрольного туру The Who Tour 2006-2007.

## Список композицій
1. «Fragments» — 3:58
2. «A Man in a Purple Dress»- 4:14
3. «Mike Post Theme»- 4:28
4. «In the Ether»- 3:35
5. «Black Widow's Eyes»- 3:07
6. «Two Thousand Years»- 2:50
7. «God Speaks of Marty Robbins»- 3:26
8. «It's Not Enough»- 4:02
9. «You Stand by Me»- 1:36
10. «Sound Round»- 1:21
11. «Pick Up the Peace»- 1:28
12. «Unholy Trinity»- 2:07
13. «Trilby's Piano»- 2:04
14. «Endless Wire»- 1:51
15. «Fragments of Fragments»- 2:23
16. «We Got a Hit»- 1:18
17. «They Made My Dream Come True»- 1:13
18. «Mirror Door»- 4:14
19. «Tea & Theatre»- 3:24